# Но, Филипп Фёдорович
Филипп Фёдорович Но (Ногай) (16 марта 1929 — 23 декабря 1971) — передовик советского сельского хозяйства, старший табунщик колхоза «Имано-Вакский» Каратальского района Талды-Курганской области, Герой Социалистического Труда (1949).

## Биография
Родился в 1929 году в селе Калининское (ныне — Дальнереченский район Приморского края) в корейской семье.
В детском возрасте стал полным сиротой в ходе депортации корейцев с Дальнего Востока в 1937 году. Был направлен в Талды-Курганскую область. Окончил четыре класса средней школы. Рано стал работать табунщиком в сельскохозяйственной артели «Имановакская» (позднее — колхоз «Имано-Вакский») Каратальского района.
По итогам работы в 1947 году от 25 конематок сумел вырасти 24 жеребёнка, а на следующей 1948 год он вырастил 50 жеребят от 50 кобыл.
Указом Президиума Верховного Совета СССР от 9 июля 1949 года за достижение высоких показателей в производстве продукции сельского хозяйства Филиппу Но присвоено звание Героя Социалистического Труда с вручением ордена Ленина и медали «Серп и Молот».
В 1949 он смог добиться высокого результата получив и вырастив 60 жеребят от 60 кобыл и был назначен заведующим конефермой. В 1965 году окончил обучение в зооветеринарном техникуме в селе Сары-Агач Южно-Казахстанской области по специальности ветеринар-фельдшер, стал работать ветеринарным техником в совхозе имени Ленина Тельмановского района Карагандинской области (1960—1963). С 1964 года — старший зоотехник отделения совхоза «Джетысу» Алматинской области.
Проживал в селе Джетысу (позже — Береке). Умер 23 декабря 1971 года. Похоронен на сельском кладбище.

## Награды
За трудовые успехи удостоен:
- золотая звезда «Серп и Молот» (09.07.1949)
- орден Ленина (09.07.1949)
- Медаль «За доблестный труд в Великой Отечественной войне 1941—1945 гг.»
- другие медали.